# Jens Ole Bach Hansen
Jens Ole Bach Hansen (født 14. marts 1976 i Bording) er en dansk diplomat, og siden 1. august 2024 ambassadør ved Danmarks ambassade i Abuja.